# Loupiac, Gironde
Loupiac là một xã trong tỉnh Gironde, thuộc vùng Nouvelle-Aquitaine của nước Pháp, có dân số là 939 người (thời điểm 1999). Xã nằm khoảng 40 km về phía đông-nam của thành phố Bordeaux. Loupiac là một vùng trồng nho, vùng trồng nho Loupiac mang tên xã này.